# Evans (Washington)
Evans es un área no incorporada ubicada en el condado de Stevens en el estado estadounidense de Washington.

## Geografía
Evans se encuentra ubicado en las coordenadas 48°42′49″N 118°1′31″O / 48.71361, -118.02528.